# Rapa (Polinezja)
Rapa (inna nazwa Rapa Iti) – wyspa należąca do archipelagu Tubuai (Îles Australes) w Polinezji Francuskiej.

## Charakterystyka fizycznogeograficzna
Wyspę stanowi wygasły wulkan Mont Perau o wysokości bezwzględnej 650 m n.p.m. Razem z oddaloną o 90 km grupą Marotiri Rapa stanowi najbardziej wysunięte na południe miejsce w Polinezji Francuskiej. Rapa jest najbardziej odizolowaną spośród zamieszkanych wysp archipelagu Tubuai, oddaloną od najbliższej zamieszkanej wyspy (Raivavae) o 500 km i od Tahiti o 1420 km.
Administracyjnie wyspa stanowi główną część gminy Rapa, w skład której wchodzą także niezamieszkane wysepki Marotiri. Najważniejsza miejscowość to Ahurei.

## Klimat
Na wyspie panuje klimat podzwrotnikowy morski. Klimat na Rapa charakteryzuje się większymi niż na pozostałych wyspach Polinezji różnicami temperatury między chłodnym i ciepłym półroczem. W 2007 roku temperatura maksymalna wyniosła 26 °C, zaś temperatura minimalna 16 °C. Średnia roczna temperatura na Rapa wynosi 20 °C. Na wyspie przeważają silne zachodnie wiatry. 

## Historia
Rapa została odkryta w 1791 roku przez George’a Vancouvera.